# Sturla Thordarson

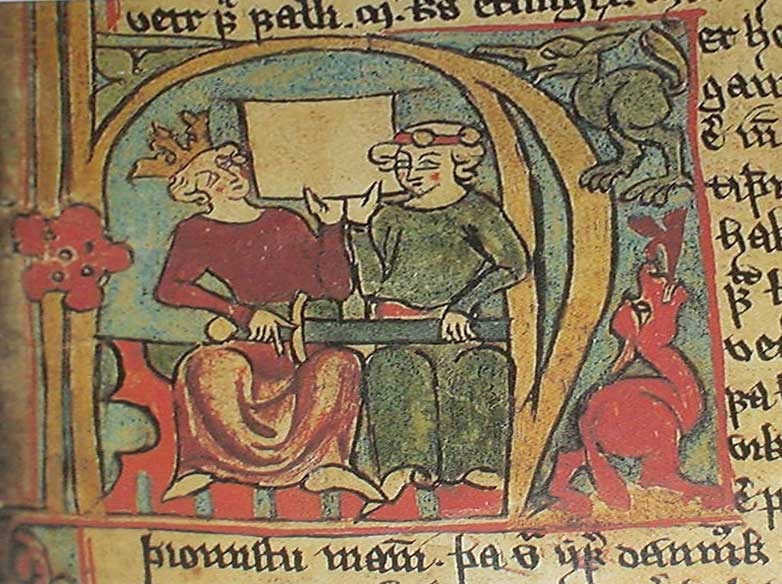
En illustration föreställande den norske kungen Håkon Håkonsson och hans son Magnus Lagaböter, från Flatöboken. Två personer, vars liv har skildrats i berättelser av Sturla Tordarson.

Sturla Tordarson, även Sturla Tordsson eller Sturla Þórðarson (hans isländska namnform), född 1214, död 1284, var en isländsk hövding, lagman, historiker och skald, samt bror till Olaf Tordsson och brorson till Snorre Sturlasson. Han är känd för att ha skrivit bland annat Håkon Håkonssons saga, Íslendinga saga (som ingår i Sturlungasagan), den delvis bevarade Magnus Lagabötes saga och den delvis bevarade Hrafnsmál diktad efter år 1264.